# Mimomanes egregia
Mimomanes egregia är en fjärilsart som beskrevs av Paul Dognin 1906. Mimomanes egregia ingår i släktet Mimomanes och familjen mätare. Inga underarter finns listade i Catalogue of Life.